# Hirtella carbonaria
Hirtella carbonaria là một loài thực vật có hoa trong họ Cám. Loài này được Little mô tả khoa học đầu tiên năm 1948.